# Kisbudmér
Kisbudmér (németül: Kleinbudmer, horvátul: Mali Budmir) község Baranya vármegyében, a Bólyi járásban.

## Fekvése
Villánytól északra, Bólytól délnyugatra fekszik. A szomszédos települések: észak felől Nagybudmér, északkelet felől Borjád, kelet felől Pócsa, dél felől Kisjakabfalva, nyugat felől pedig Ivánbattyán.

### Megközelítése
Zsáktelepülésnek tekinthető, mivel közúton csak egy útvonalon érhető el, az 5701-es útból Borjád központjában nyugatnak kiágazó 57 103-as, majd a nagybudméri elágazást elhagyva az 57 104-es számú mellékúton. A szomszédai közül, Borjádon felül csak Nagybudmérral van közúti kapcsolata.

## Története
Az oklevelek 1285-ben említették először, Budmer néven. Már a középkorban két falut alkotott, melyet 1339-től Alsó- és Felső- előnévvel különböztettek meg. A település a Budmér nemzetségbeli Budméri család birtoka volt, akik a megye közéletében játszottak szerepet.
1298-ban Bezedek mellett voltak birtokosok.
1308-ban a család egyik tagja [Óvári] Konrád fia Jakab szolgálatában állt.
1308-ban Károly Róbert király az örökös nélkül elhalt Leus birtokát Becsei Imrének adta, de a beiktatásának Leus unokaöccsei András fia Mihály és Gergely ellentmondtak.
1332-ben papja 1 fertó, 1335-ben 8 báni pápai tizedet fizetett.
A török megszállás kipusztította a lakosságot. Később, bár szerb lakosság kis létszámban visszatelepült, a 16. században nagy számú német lakosság telepedett le, meghatározva ezzel a falu képét. Később magyar lakosság is megtelepedett itt.

## Közélete

### Polgármesterei
- 1990–1994: Novacsek János (független)[5]
- 1994–1998: Novacsek János (MDF-KDNP)[6]
- 1998–2002: Novacsek János (Néppárt)[7]
- 2003–2006: Novacsek János (Fidesz)[8]
- 2006–2010: Novacsek János (független)[9]
- 2010–2014: Bíró Árpádné (független)[10]
- 2014–2019: Kelemen Ferenc (független)[11]
- 2019–2024: Kelemen Ferenc (független)[12]
- 2024– : Kelemen Ferenc (független)[1]

A településen a 2002. október 20-án megtartott önkormányzati választás után, a polgármester-választás tekintetében nem lehetett eredményt hirdetni, szavazategyenlőség miatt. Aznap a 97 szavazásra jogosult lakos közül 77 fő járult az urnákhoz, egyikük érvénytelen szavazatot adott le, az érvényes szavazatok pedig épp fele-fele arányban oszlottak meg a két jelölt, az ezúttal Fideszes színekben induló Novacsek János addigi polgármester és egyetlen kihívója, Kunné Dobos Mária Katalin független jelölt között. Az emiatt szükségessé vált időközi polgármester-választást 2003. április 27-én tartották meg, némileg magasabb részvételi aránnyal, de eredményt ekkor sem sikerült elérni: a 84 érvényes szavazat ekkor is fele-fele arányban oszlott meg kettejük között. A településvezető személyéről csak egy újabb időközi választáson sikerült dönteni, 2003. augusztus 3-án, amikor is 85 érvényes szavazat született – eleve kizárva a két jelölt közti szavazategyenlőséget – és Novacsek János 11 szavazattal felülmúlta ellenfele eredményét.

## Népesség
A település népességének változása:
| Lakosok száma | 108  | 107  | 106  | 101  | 97   | 88   | 95   | 89   |
|               | 2013 | 2014 | 2015 | 2019 | 2021 | 2022 | 2023 | 2024 |

A 2011-es népszámlálás során a lakosok 92,2%-a magyarnak, 4,3% cigánynak, 3,4% németnek, 1,7% románnak mondta magát (6% nem nyilatkozott; a kettős identitások miatt a végösszeg nagyobb lehet 100%-nál). A vallási megoszlás a következő volt: római katolikus 44%, református 4,3%, evangélikus 0,9%, felekezeten kívüli 21,6% (29,3% nem nyilatkozott).
2022-ben a lakosság 79,5%-a vallotta magát magyarnak, 17% németnek, 4,5% cigánynak, 1,1% románnak, 1,1% egyéb, nem hazai nemzetiségűnek (17% nem nyilatkozott; a kettős identitások miatt a végösszeg nagyobb lehet 100%-nál). Vallásuk szerint 30,7% volt római katolikus, 6,8% görög katolikus, 1,1% református, 1,1% evangélikus, 2,3% egyéb keresztény, 2,3% egyéb katolikus, 9,1% felekezeten kívüli (44,3% nem válaszolt).

## Nevezetességei
- Római katolikus temploma 1811-ben épült, klasszicista stílusban.